# 2MASS 0532+8246
2MASS J0532+8246 är en ensam stjärna i norra delen av stjärnbilden Giraffen. Den har en skenbar magnitud av ca 14,2 och kräver ett kraftfullt teleskop för att kunna observeras. Baserat på parallaxmätning på ca 40,2 mas, beräknas den befinna sig på ett avstånd på ca 81 ljusår (ca 25 parsek) från solen. Stjärnan är möjligen den första bruna dvärgen som observerats i Vintergatans galaktiska halo, och den första kända substellära underdvärgstjärnan. Det upptäcktes från två Micron All-Sky Survey-data och verifierades av observationer vid Palomar Observatory och W. M. Keck Observatory.

## Egenskaper
2MASS 0532+8246 är en brun dvärgstjärna av spektralklass L7. Den har en massa som är ca 0,08 solmassa och har en effektiv temperatur av ca 1 600 K.
Massan och temperaturen hos 2MASS 0532+8246 gör de till ett sällsynt objekt i det stjärnsubstellära ”gapet” mellan konventionella stjärnor och bruna dvärgar. Den producerar ungefär hälften av sin luminositet genom kärnfusion av väte. Sådana "gap"-objekt, som täcker ett smalt massområde men ett brett temperaturområde och drivs av ostadig vätefusion, är exotiska men förväntas vara vanligare bland objekt med låg metallicitet som 2MASS J0532+8246. Den låga metallicitet tyder på att den är en gammal stjärna.